# Harald zur Hausen
Harald zur Hausen, född 11 mars 1936 i Gelsenkirchen, Nordrhein-Westfalen, död 29 maj 2023 i Heidelberg, Baden-Württemberg, var en tysk medicinsk forskare som upptäckte det virus, HPV, som orsakar livmoderhalscancer, för vilket han erhöll Nobelpriset i fysiologi eller medicin (2008). Han var professor och var tidigare chef och vetenskaplig direktör för Deutsches Krebsforschungszentrum DKFZ, ett tyskt forskningscentrum för cancer, i Heidelberg i Tyskland.

## Biografi
Zur Hausen studerade medicin på Rheinische Friedrich-Wilhelms-Universität i Bonn, Universität Hamburg och Heinrich-Heine-Universität Düsseldorf och uppnådde doktorsgrad i medicin år 1960 från Düsseldorfs universitet, varefter han blev medicinsk assistent. 
Två år senare började han på institutet för mikrobiologi vid Düsseldorfs universitet som laborationsassistent. Efter tre och ett halvt år flyttade han till Philadelphia och arbete på viruslaboratoriet vid Children's Hospital of Philadelphia. Han blev biträdande professor vid University of Pennsylvania. År 1969 blev han  professor vid University of Würzburg där han arbetade på institutet för virologi. År 1972 flyttade han till Friedrich-Alexander-Universität Erlangen-Nürnberg. År 1977 bytte han ånyo arbetsplats, denna gång till Albert-Ludwigs-Universität i Freiburg im Breisgau. 
Från 1983 till 2003 var zur Hausen ordförande och medlem i den vetenskapliga rådgivande styrelsen för Deutsches Krebsforschungszentrum (DKFZ). Han var också chefredaktör för tidskriften International Journal of Cancer.

## Vetenskapliga meriter
Zur Hausens specifika forskningsområden var studier av onkoviruset. År 1976 publicerade han hypotesen att humana papillomavirus (HPV) spelar en stor roll i förorsakandet av livmoderhalscancer. Hans forskning bidrog till utvecklandet av ett vaccin som introducerades 2006. 
Han mottog Gairdner Foundation International Award år 2008 för sina bidrag till medicinsk forskning. Han delade också Nobelpriset i fysiologi eller medicin 2008 med Françoise Barré-Sinoussi och Luc Montagnier som upptäckte humant immunbristvirus (HIV).
Han var gift med forskaren Ethel-Michelle de Villiers.